# Kelismailuşağı, Akpınar
Kelismailuşağı là một xã thuộc huyện Akpınar, tỉnh Kırşehir, Thổ Nhĩ Kỳ. Dân số thời điểm năm 2010 là 402 người.